# Kolarstwo na Letnich Igrzyskach Olimpijskich 1908 – wyścig na 5000 m mężczyzn
Wyścig na 5000 m mężczyzn był jedną z konkurencji kolarskich na Letnich Igrzyskach Olimpijskich 1908 w Londynie odbyła się w dniach 17-18 lipca 1908. Uczestniczyło 42 zawodników z 9 krajów.
Limit czasu wynosił 9 minut 25 sekund.

## Wyniki

### Półfinały
Zwycięzca każdego z siedmiu półfinałów awansował do finału.

#### Półfinał 1
| Miejsce | Zawodnik             | Państwo         | Czas   |
| ------- | -------------------- | --------------- | ------ |
| 1       | Johannes van Spengen | Holandia        | 8:39,8 |
| 2       | Daniel Flynn         | Wielka Brytania | b.d    |
| 3       | Guglielmo Malatesta  | Włochy          | b.d    |
| 4       | Pierre Seginaud      | Francja         | b.d    |
| –       | William Bailey       | Wielka Brytania | DNF    |

#### Półfinał 2
Demangel jako pierwszy ukończył wyścig ale został zdyskwalifikowany za faul. 
| Miejsce | Zawodnik           | Państwo         | Czas   |
| ------- | ------------------ | --------------- | ------ |
| 1       | Émile Marechal     | Francja         | 9:01,4 |
| 2       | Frederick McCarthy | Kanada          | b.d    |
| 3       | Antonie Gerrits    | Holandia        | b.d    |
| –       | Ernest Payne       | Wielka Brytania | DNF    |
| –       | Émile Demangel     | Francja         | DSQ    |

#### Półfinał 3
| Miejsce | Zawodnik         | Państwo              | Czas   |
| ------- | ---------------- | -------------------- | ------ |
| 1       | André Auffray    | Francja              | 8:56,8 |
| 2       | Hermann Martens  | Cesarstwo Niemieckie | b.d    |
| 3       | Philip Freylinck | Kolonia Przylądkowa  | b.d    |
| 4       | Bruno Götze      | Cesarstwo Niemieckie | b.d    |
| 5       | William Morton   | Kanada               | b.d    |

#### Półfinał 4
| Miejsce | Zawodnik                    | Państwo             | Czas   |
| ------- | --------------------------- | ------------------- | ------ |
| 1       | Gerard Bosch van Drakestein | Holandia            | 8:42,8 |
| 2       | Willie Magee                | Wielka Brytania     | b.d    |
| 3       | Paul Texier                 | Francja             | b.d    |
| 4       | Thomas Passmore             | Kolonia Przylądkowa | b.d    |
| –       | André Poulain               | Francja             | DNF    |

#### Półfinał 5
| Miejsce | Zawodnik             | Państwo              | Czas   |
| ------- | -------------------- | -------------------- | ------ |
| 1       | Benjamin Jones       | Wielka Brytania      | 9:08,8 |
| 2       | Karl Neumer          | Cesarstwo Niemieckie | b.d    |
| 3       | Cesare Zanzottera    | Włochy               | b.d    |
| 4-9     | Georgius Damen       | Holandia             | b.d    |
| 4-9     | Gaston Delaplane     | Francja              | b.d    |
| 4-9     | Max Götze            | Cesarstwo Niemieckie | b.d    |
| 4-9     | Joe Lavery           | Wielka Brytania      | b.d    |
| 4-9     | Frank Shore          | Kolonia Przylądkowa  | b.d    |
| 4-9     | Richard Villepontoux | Francja              | b.d    |

#### Półfinał 6
| Miejsce | Zawodnik            | Państwo         | Czas   |
| ------- | ------------------- | --------------- | ------ |
| 1       | Clarence Kingsbury  | Wielka Brytania | 8:53,0 |
| 2       | Guglielmo Morisetti | Włochy          | b.d    |
| 3       | Dorus Nijland       | Holandia        | b.d    |
| 4       | Gaston Dreyfus      | Francja         | b.d    |
| 5-6     | Walter Andrews      | Kanada          | b.d    |
| 5-6     | Albert Calvert      | Wielka Brytania | b.d    |

#### Półfinał 7
| Miejsce | Zawodnik              | Państwo              | Czas   |
| ------- | --------------------- | -------------------- | ------ |
| 1       | Maurice Schilles      | Francja              | 7:55,4 |
| 2       | Charles Clark         | Wielka Brytania      | b.d    |
| 3       | William Anderson      | Kanada               | b.d    |
| 4-7     | Guillaume Coeckelberg | Belgia               | b.d    |
| 4-7     | Richard Katzer        | Cesarstwo Niemieckie | b.d    |
| 4-7     | Georges Perrin        | Francja              | b.d    |
| 4-7     | Floris Venter         | Kolonia Przylądkowa  | b.d    |

### Finał
| Miejsce | Zawodnik                    | Państwo         | Czas   |
| ------- | --------------------------- | --------------- | ------ |
| 1       | Benjamin Jones              | Wielka Brytania | 8:36,2 |
| 2       | Maurice Schilles            | Francja         | b.d    |
| 3       | André Auffray               | Francja         | b.d    |
| 4       | Émile Marechal              | Francja         | b.d    |
| 5       | Clarence Kingsbury          | Wielka Brytania | b.d    |
| 6       | Johannes van Spengen        | Holandia        | b.d    |
| 7       | Gerard Bosch van Drakestein | Holandia        | b.d    |